# قلعه بورنگ
قلعه بورنگ مربوط به دوره صفوی است و در شهرستان درمیان، روستای بورنگ واقع شده و این اثر در تاریخ ۲۴ فروردین ۱۳۸۲ با شمارهٔ ثبت ۸۲۷۶ به‌عنوان یکی از آثار ملی ایران به ثبت رسیده است.